# Seongyeon-myeon
Seongyeon-myeon (koreanska: 성연면) är en socken i Sydkorea.  Den ligger i kommunen Seosan och provinsen Södra Chungcheong, i den västra delen av landet, 90 km söder om huvudstaden Seoul.